# Keegan Connor Tracy
Keegan Connor Tracy (Windsor, 3 dicembre 1971) è un'attrice canadese, conosciuta per il ruolo di Kat in Final Destination 2.

## Biografia
Dal 2011 al 2018 ha interpretato il ruolo della Fata Madrina/Madre Superiora nella serie televisiva C'era una volta.
Ha ottenuto una laurea in psicologia sociale alla Wilfrid Laurer University di Waterloo, nell'Ontario canadese.

## Filmografia parziale

### Cinema
- Colpevole d'innocenza (Double Jeopardy), regia di Bruce Beresford (1999)
- Duets, regia di Bruce Paltrow (2000)
- 40 giorni & 40 notti (40 Days and 40 Nights), regia di Michael Lehmann (2002)
- Final Destination 2, regia di David R. Ellis (2003)
- White Noise - Non ascoltate (White Noise), regia di Geoffrey Sax (2005)
- Caos (Chaos), regia di Tony Giglio (2005)
- La regola del silenzio - The Company You Keep (The Company You Keep), regia di Robert Redford (2012)
- Words and Pictures, regia di Fred Schepisi (2013)
- Embrace of the Vampire, regia di Carl Bessai – direct-to-video (2013)
- Dead Rising: Watchtower, regia di Zach Lipovsky – direct-to-video (2015)
- Z: vuole giocare (Z), regia di Brandon Christensen (2019)

### Televisione
- Beggars and Choosers – serie TV, 17 episodi (1999-2000)
- Jake 2.0 – serie TV, 16 episodi (2003-2004)
- Dark Storm, regia di Jason Bourque – film TV (2006)
- Stargate SG-1 – serie TV, episodio 10x05 (2006)
- Omicidio perfetto (The Perfect Suspect), regia di David Winkler – film TV (2006)
- Supernatural – serie TV, episodi 2x07-4x18-15x06 (2006, 2009, 2019)
- Psych – serie TV, episodio 1x12 (2007)
- Battlestar Galactica – serie TV, 9 episodi (2007-2009)
- C'era una volta (Once Upon a Time) – serie TV, 35 episodi (2011-2018)
- I Murphy (Jinxed), regia di Stephen Herek – film TV (2013)
- Bates Motel – serie TV, 8 episodi (2013-2015)
- Heartland – serie TV, episodi 8x08-8x10 (2014-2015)
- Una nuova vita (My Life as a Dead Girl), regia di Penelope Buitenhuis – film TV (2015)
- Descendants, regia di Kenny Ortega – film TV (2015)
- The Magicians – serie TV, 19 episodi (2016-2020)
- Garage Sale Mystery – serie TV, episodio 1x07 (2017)
- Descendants 2, regia di Kenny Ortega – film TV (2017)
- Una serie di sfortunati eventi (A Series of Unfortunate Events) – serie TV, episodi 3x01-3x02 (2019)
- Descendants 3, regia di Kenny Ortega – film TV (2019)
- Harry & Meghan: Escaping the Palace, regia di Menhaj Huda – film TV (2021)
- Blockbuster – serie TV, 4 episodi (2022)

## Doppiatrici italiane
Nelle versioni in italiano dei suoi film, Keegan Connor Tracy è stata doppiata da:
- Claudia Catani in C'era una volta, Descendants, Descendants 2, Descendants 3
- Domitilla D'Amico in Final Destination 2, Bates Motel
- Daniela Calò in Dead Rising: Watchtower
- Francesca Manicone in Omicidio perfetto
- Emanuela D'Amico in Chaos
- Alessandra Karpoff in Jake 2.0